# Jean Imbart de la Tour
Pour les articles homonymes, voir Imbart de la Tour.
Jean Imbart de la Tour est un homme politique français né le 11 janvier 1874 à Ablon (Seine-et-Oise) et décédé le 19 septembre 1920 à Fléty.

## Biographie
Issu d'une vieille famille nivernaise, il est maître des requêtes au Conseil d'État. Il a des attaches politiques dans la Nièvre, où il est conseiller municipal de Fléty. En janvier 1920, il est élu sénateur de la Nièvre, et a immédiatement une grande activité parlementaire. Il meurt subitement au bout de quelques mois de mandat.

## Sources
- « Jean Imbart de la Tour », dans le Dictionnaire des parlementaires français (1889-1940), sous la direction de Jean Jolly, PUF, 1960 [détail de l’édition]